# Ierse opstand van 1798
De Ierse opstand van 1798 (Iers: Éirí Amach 1798) was een opstand tegen de Britse regering in Ierland. De United Irishmen, een republikeinse revolutionaire groep beïnvloed door de ideeën van de Amerikaanse en Franse revoluties, vormde de voornaamste organisator van de opstand. De organisatie werd geleid door presbyterianen die woedend waren dat ze buitengesloten waren van de macht door de anglicaanse machthebbers. Ze kregen tijdens de opstand hulp van katholieken, die het grootste deel van de bevolking vormden. Een Frans leger dat in County Mayo aan land kwam ter ondersteuning van de rebellen werd verslagen door Britse en loyalistische troepen. De opstand werd neergeslagen door Britse regeringstroepen met een dodental van tussen de 10.000 en 30.000.

## Achtergrond

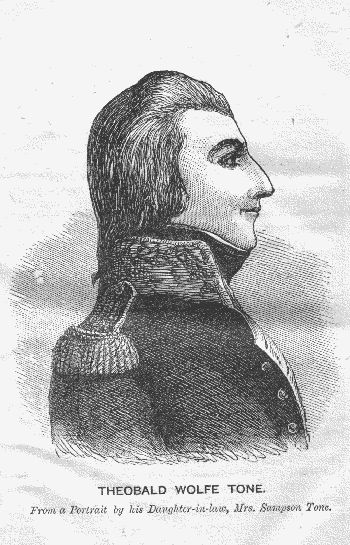
Wolfe Tone, leider van de United Irish

Sinds het einde van de Williamitische Oorlog in Ierland in 1691 werd Ierland geregeerd door een anglicaans-protestantse elite, die bestond uit leden van de Church of Ireland, dat loyaal was aan de Britse kroon. Deze elite regeerde via een vorm van geïnstitutionaliseerd sektarisme, dat was vastgelegd in de Penal Laws, die discriminerend waren voor zowel de katholieke bevolking als niet-anglicaanse protestanten, zoals presbyterianen. Eind 18e eeuw raakten liberale elementen binnen de elite geïnspireerd door het voorbeeld van de Amerikaanse Revolutie (1765-1783) en wilden ze samen met de katholieke bevolking hervormingen invoeren en meer autonomie van Groot-Brittannië verkrijgen. Net als in Engeland hadden de meeste protestanten, net als alle katholieken, geen stemrecht, omdat ze niet genoeg bezit op hun naam hadden. Ondanks dat Ierland formeel een soeverein koninkrijk was dat werd geregeerd door de koning en het Ierse parlement, had het eiland dankzij een serie Engelse wetten in werkelijkheid minder autonomie dan de Britse koloniën in Noord-Amerika.
Toen Frankrijk zich aansloot bij de Amerikanen in hun Onafhankelijkheidsoorlog, riep Londen vrijwilligers op om zich aan te melden voor dienst in milities die Ierland moesten verdedigen in het geval van een Franse invasie, omdat de reguliere Britse troepen naar Amerika waren gestuurd. Duizenden Ieren sloten zich aan bij deze milities, die bekend stonden als de Irish Volunteers. In 1782 gebruikten ze hun nieuw verworven macht om de kroon te dwingen de anglicaans-protestantse elite zelfbestuur te schenken en akkoord te gaan met een meer onafhankelijk parlement. De Irish Patriot Party, geleid door Henry Grattan, wilde bovendien het stemrecht verder uitbreiden. In 1793 nam het parlement wetten aan waarmee rijke katholieken passief stemrecht kregen, maar ze mochten nog steeds niet gekozen worden of benoemd worden tot regeringsfunctionarissen. Liberale elementen binnen de elite, die het stemrecht wilden uitbreiden en een einde wilden maken aan religieuze discriminatie, werden ook geïnspireerd door de Franse Revolutie, die had plaatsgevonden in een katholiek land.

### Society of United Irishmen

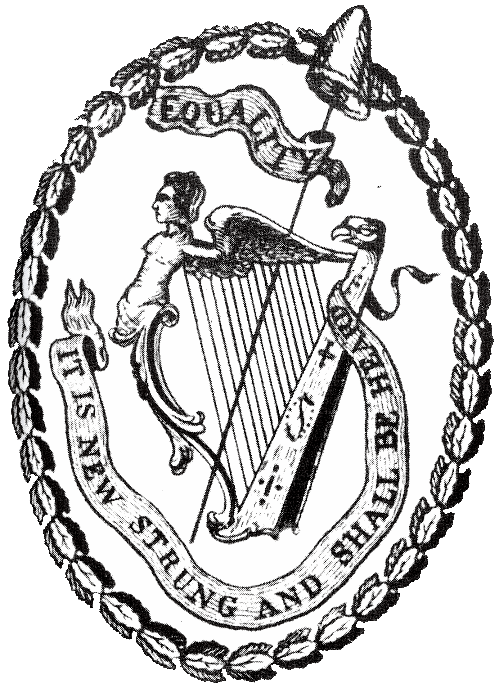
Symbool van de United Irishmen.

De mogelijkheid voor verdere hervormingen bracht een kleine groep protestantse liberalen uit Belfast ertoe in 1791 de Society of United Irishmen op te richten. De organisatie overbrugde de religieuze kloof met een ledenbestand van katholieken, presbyterianen, methodisten en andere protestantse groeperingen, waaronder enkele anglicanen. De Society deed openlijk voorstellen voor verdere democratische hervormingen en katholieke emancipatie, hervormingen die het Ierse parlement gedeeltelijk en met tegenzin in 1793 invoerde. Het uitbreken van de oorlog met Frankrijk eerder in 1793, na de executie van Lodewijk XVI, dwong de Society haar activiteiten ondergronds door te zetten en daar bewoog ze steeds meer in de richting van een gewapende opstand met Franse steun. Het doel van de United Irishmen was “het verbreken van de band met Engeland”; de organisatie verspreidde zich steeds meer over Ierland en had tegen 1797 zeker 200.000 leden. Slechts een klein aantal hiervan nam deel aan de opstand van 1798, wat erop wijst dat de hoewel de meeste leden haar doelen steunden, zij niet bereid waren zonder provocatie tot geweld over te gaan. De Society legde contacten met katholieke, agrarische verzetsbewegingen, bekend als de Defenders, die begin 1793 begonnen waren met het stelen van wapens uit huizen.
Om hun toenemende omvang verder aan te vullen, besloot de leiding van de United Irishmen militaire hulp te vragen aan de Franse revolutionaire regering en de opstand uit te stellen totdat Franse troepen in Ierland geland waren. Theobald Wolfe Tone, leider van de United Irishmen, reisde in 1796 vanuit zijn ballingschap in de Verenigde Staten naar Frankrijk om een interventie te bepleiten.
Ondertussen had de Rooms-Katholieke Kerk in Ierland zich tegen de United Irishmen gekeerd, omdat zij bang waren voor een herhaling van de seculariseringspolitiek die sinds 1789 in Frankrijk werd uitgevoerd, en dit leidde tot een afname van steun. In 1796-97 versloeg het Franse leger de Kerkelijke Staat en in februari 1798 vestigde het Franse republikeinse regime de kortdurende ‘Romeinse Republiek’. De katholieke kerkleiders vreesden dat een republikeinse opstand onder leiding van protestantse nationalisten in het geval van succes zou leiden tot de vestiging van nog een zusterrepubliek van Frankrijk.

### Afgelaste invasie (1796)

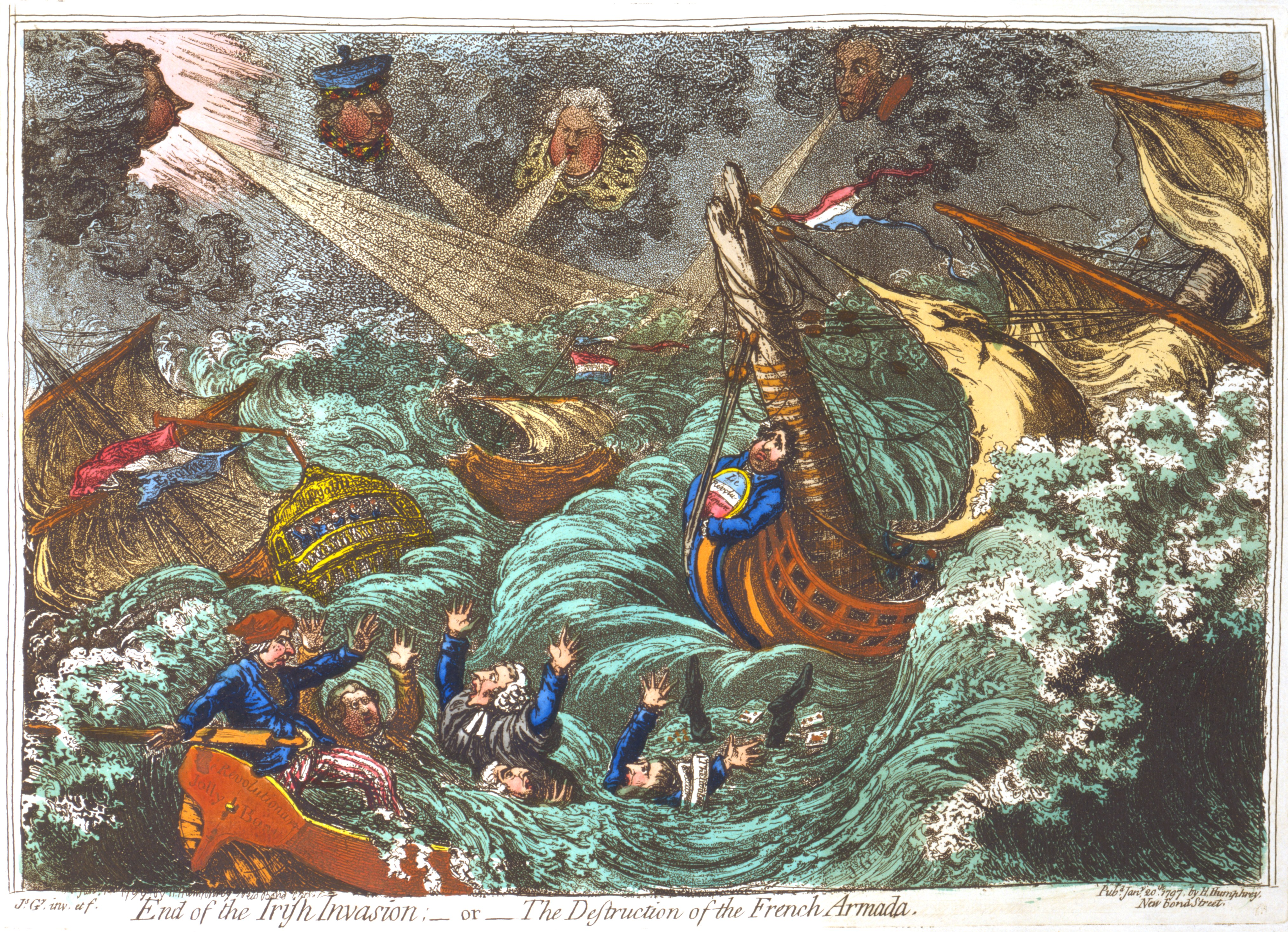
Met End of the Irish Invasion ;– or– the Destruction of the French Armada (1797), tekende James Gillray een spotprent over de mislukking van de Franse invasie.

Tone’s pogingen om de Fransen tot actie over te laten gaan hadden succes met het sturen van de Expédition d’Irlande, en hij vergezelde een troepenmacht van 14.000 ervaren soldaten onder generaal Hoche, dat in december 1796 aankwam voor de kust van Ierland bij Bantrybaai, na de Royal Navy ontlopen te hebben. Niet aflatende stormen, besluiteloosheid onder de leiders en slecht zeemanschap voorkwamen dat er een landing plaatsvond. De wanhopende Wolfe Tone merkte op: “Engeland heeft haar meest gelukkige ontsnapping gehad sinds de Armada.” De Franse vloot was gedwongen huiswaarts te keren en het ervaren leger dat bedoeld was voor de invasie van Ierland werd opgesplitst en naar andere strijdtonelen van de Franse Revolutionaire Oorlogen gestuurd.

### Onderdrukking
Op 2 maart 1797 reageerden de autoriteiten op de toenemende onrust door een staat van beleg af te kondigen. Het zette brandstichting, marteling van gevangenen en moord in om opstand voor te zijn. Het zwaartepunt van deze activiteiten lag in Ulster, waar grote groepen katholieken en protestanten (voornamelijk presbyterianen) de handen ineen hadden geslagen. In mei 1797 sloot het leger in Belfast op gewelddadige wijze de krant van de United Irishmen, de Northern Star.
De Britse autoriteiten zagen in sektarisme een handig werktuig om in te zetten tegen de protestantse United Irishmen in Ulster en de ‘verdeel-en-heers' politiek van koloniale onderdrukking werd officieel aangemoedigd door de regering. Brigadegeneraal C.E. Knox schreef aan generaal Lake (die verantwoordelijk was voor Ulster): “Ik heb de spanningen tussen de protestanten en de United Irishmen weten te verhogen. Op deze spanningen rust de veiligheid van het noorden.”
In juni 1798 schreef de Graaf van Clare, de Lord Chancellor van Ierland, aan de Raad van State: “In het noorden houdt niets anders de rebellen rustig dan de overtuiging dat de opstand van paapse origine is,” waarbij hij de hoop uitsprak dat de presbyteriaanse republikeinen niet in actie zouden willen komen als zij dachten dat de opstand enkel door katholieken gesteund werd.
Verspreid over Ierland hadden loyalisten zich georganiseerd om de regering te helpen. Veel zorgden voor rekruten en belangrijke inlichtingen via de oprichting van de Oranjeorde in 1795. De stichting van het katholieke Maynooth College in datzelfde jaar door de regering en de Franse verovering van Rome in 1798 versterkte het verzet van de Rooms-Katholieke Kerk jegens een opstand. Enkele uitzonderingen daargelaten, stond de Kerk aan de kant van de Britse kroon gedurende de volledige periode van onrust.
In maart 1798 bracht informatie van informanten binnen de United Irishmen de regering ertoe om de meeste leiders in Dublin te arresteren. De staat van beleg werd afgekondigd in grote delen van het land en diens niet aflatende wreedheid zette de Unitied Irishmen onder druk om in actie te komen voordat het te laat was. Hiertoe brak er een opstand uit in Cahir, County Tipperary, maar deze werd snel neergeslagen door de lokale sheriff, kolonel Thomas Judkin-Fitzgerald. Na de arrestaties van maart 1798 werd de leiding van de United Irishmen gedomineerd door militanten zoals Samuel Neilson, Lord Edward FitzGerald en Edmund Gallagher. Zij besloten de opstand te plannen zonder Franse steun. Deze opstand zou op 23 mei moeten plaatsvinden.

## Opstand
Het oorspronkelijke plan omvatte de inname van Dublin, waarbij de omliggende gebieden in opstand zouden komen en zo de komst van versterkingen voorkomen, gevolgd door de rest van het land dat de overige garnizoenen zou vastpinnen. Het signaal om in opstand te komen werd verspreid door het onderscheppen van postkoetsen uit Dublin. Op het laatste moment ontving de regering van informanten de locaties van de verzamelplekken in Dublin en een groot aantal militairen wist deze een uur voor de start van de opstand te bezetten. Het leger arresteerde vervolgens de meeste rebellenleiders in de stad. Afgeschrikt door het leger verspreidden de groepen rebellen zich, waarbij ze de geplande verzamelplekken verlieten en hun wapens dumpten in de omliggende steegjes. Bovendien mislukte ook het plan om de postkoetsen te onderscheppen; enkel de koets met de bestemming Munster werd tijdens de eerste nacht van de opstand onderschept in Johnstown, nabij Naas.
Hoewel de geplande kern van de opstand geïmplodeerd was, kwamen de omliggende districten van Dublin volgens planning in opstand en zij werden in korte tijd gevolgd door de meeste gemeenten in de regio rondom Dublin. De eerste gevechten van de opstand vonden kort na zonsopgang op 24 mei plaats. De gevechten verspreidden zich snel door heel Leinster, waarbij de zwaarste gevechten plaatsvonden in County Kildare, waar, ondanks dat het leger vrijwel elke aanval van de rebellen had afgeslagen, de rebellen het grootste deel van de regio in handen kregen nadat het plaatselijke garnizoen het bevel had gekregen zich terug te trekken op Naas uit angst voor een verdere omsingeling en vernietiging. Nederlagen van de rebellen bij Carlow en de heuvel van Tara in County Meath bracht de opstand in die regio nagenoeg ten einde. In County Wicklow zorgde nieuws van de opstand voor paniek en angst onder de loyalisten. Zij reageerden door vermeende rebellen die gevangen zaten in Dunlavin Green en Carnew te doden. Een baronet, Sir Edward Crosbie, werd schuldig bevonden aan het leiden van de opstand in Carlow en werd geëxecuteerd wegens hoogverraad.

### De opstand verspreidt zich
In County Wicklow kwamen grote hoeveelheden rebellen in opstand en leverden ze een bloedige guerrillastrijd tegen het leger en de loyalisten. Generaal Joseph Holt leidde duizend van zijn mannen naar de Wicklow Mountains en dwong de Britten grote hoeveelheden soldaten in te zetten tot zijn capitulatie in oktober.
In het noordoosten kwamen op 6 juni de voornamelijk presbyteriaanse rebellen onder Henry Joy McCracken in opstand in County Antrim. Zij wisten korte tijd het grootste deel van het gebied in handen te krijgen, maar de opstand stortte ineen na een nederlaag bij Antrim. Na vroege successen bij Saintfield, werden de rebellen in County Down onder Henry Munro verslagen tijdens de slag bij Ballynahinch, het meest langdurige gevecht van de opstand.
De rebellen boekten de grootste successen in het zuidoosten gelegen Wexford, waar zij de stad wisten in te nemen. Maar bloedige nederlagen nabij New Ross, Arklow en Bunclody voorkwamen dat de opstand zich verder kon verspreiden. Uiteindelijk werden er 20.000 troepen naar Wexford gestuurd en de rebellen werden op 21 juni bij Vinegar Hill beslissend verslagen. De overgebleven rebellen vluchtten langs twee routes richting Ulster. Daar vochten ze door tot hun uiteindelijke nederlagen bij Knightstown Bog en Ballyboughal.

### Franse interventie

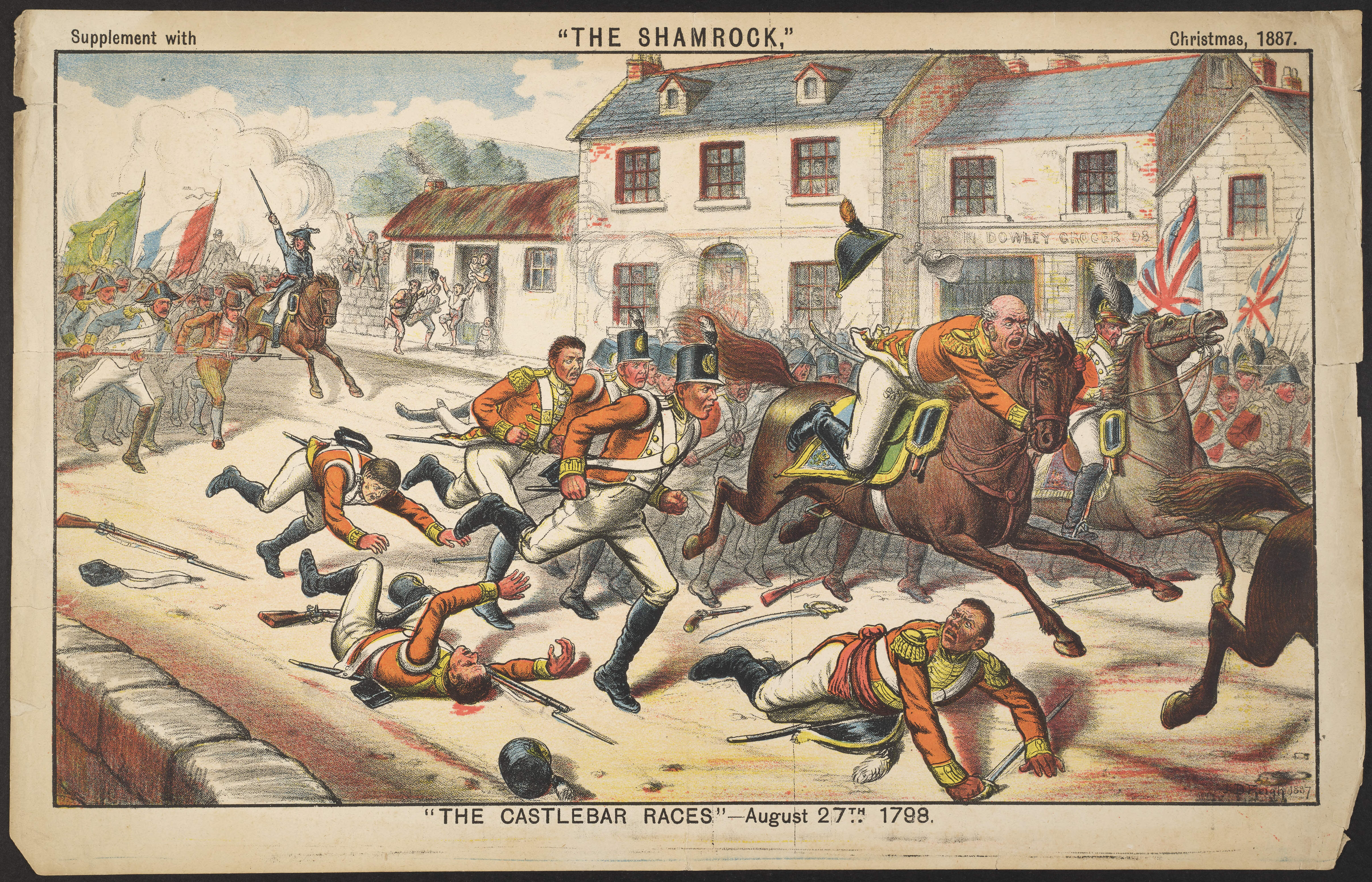
De Slag bij Castlebar.

Op 22 augustus, bijna twee maanden nadat de grootste opstanden verslagen waren, landden ongeveer duizend Franse soldaten onder generaal Humbert in het noordwesten van het land, bij Kilcummin in County Mayo. Samen met nog eens vijf duizend rebellen wisten ze de Britten te verslaan bij Castlebar en stichtten ze de kortdurende ‘Ierse Republiek’ met John Moore als president. Dit veroorzaakte enkele solidaire opstanden in Longford en Westmeath, die echter snel werden neergeslagen en de Frans-Ierse troepenmacht werd op 8 september 1798 verslagen tijdens de slag bij Ballinamuck in County Longford. De Ierse Republiek had slechts twaalf dagen bestaan. De Franse troepen die zich hadden overgegeven werden teruggebracht naar Frankrijk in ruil voor Britse krijgsgevangen, maar honderden rebellen werden geëxecuteerd. Deze fase van de opstand van 1798 groeide later uit tot een belangrijke gebeurtenis in het erfgoed en het collectieve geheugen van West-Ierland en stond algemeen bekend in het Iers als Bliain na bhFrancach (“Het Jaar van de Fransen”).
Op 12 oktober 1798 probeerde een grotere Franse troepenmacht van 3.000 man, inclusief Wolfe Tone, aan land te komen in County Donegal nabij Lough Swilly. Zij werden echter onderschept door een groter eskader van de Royal Navy en gaven zich na drie uur van gevechten over zonder ooit voet te hebben gezet op Iers grondgebied. Wolfe Tone werd berecht in Dublin en schuldig bevonden. Hij vroeg om dood via vuurpeloton, maar toen dit werd geweigerd pleegde Tone op 12 november zelfmoord in zijn cel.

## Nasleep

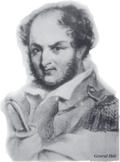
Generaal Joseph Holt (1799).

Kleine groepjes rebellen hielden het nog een aantal jaar vol en voerden in diverse gebieden een soort guerrillastrijd. In County Wicklow vocht generaal Joseph Holt door tot zijn voorwaardelijke overgave in de herfst van 1798. Pas met de mislukking van Robert Emmet’s opstand in 1803 gaven de laatste georganiseerde rebellengroeperingen zich over. Binnen Wexford bleven kleine verzetsgroepen actief en daar werden ze pas in februari 1804 definitief verslagen.
De Act of Union, in augustus 1800 aangenomen, ging op 1 januari 1801 in en nam de mate van autonomie weg die eerder aan het Ierse bestuur was toegekend. De wet was vooral aangenomen als reactie op de opstand en werd onderbouwd met het idee dat de opstand net zo goed was veroorzaakt door het wrede wanbeleid van het Ierse bestuur als door de daden van de United Irishmen.
Religieuze discriminatie nam geleidelijk af na de Act of Union, maar niet voordat Daniel O’Connell een groot deel van de katholieke bevolking wist te mobiliseren. De grootste ontevredenheid met betrekking tot het Britse bestuur had vanaf dat moment vooral te maken met de belastingen, zoals met de Tiendenoorlog van 1831-1836.
Presbyteriaans radicalisme werd getemd door de Britten door het openstellen van posities voor niet-anglicanen binnen het nieuwe Ierse bestuur. Medio 1798 was er een splitsing ontstaan tussen de presbyterianen en de katholieken, waarbij de presbyterianen steeds meer begonnen te twijfelen aan hun steun voor de revolutie. De regering maakte hier handig gebruik van door vooral acties te ondernemen tegen de katholieken en de presbyterianen met rust te laten. Voor de opstand werd een ieder die lid was van de United Irishmen uitgesloten van dienst in de Yeomanry, maar na de opstand werden voormalige presbyteriaanse radicalen toegelaten. De presbyterianen die al twijfelden over hun steun aan de opstand zagen dit als de ideale mogelijkheid om weer te re-integreren in de samenleving. Bovendien verspreidde de regering nieuws over de sektarische slachting van protestanten in Scullabogue om de protestantse angst aan te wakkeren en de kloof met de katholieken te verbreden. De anglicaanse kerkelijke Edward Hudson claimde dat “de broederschap voorbij was” en stelde zijn Portglenone Yeomanry korps open voor voormalige radicalen. Op 1 juli 1798 werd gezegd dat in Belfast, de geboorteplaats van de United Irishmen, de gewone burger in de straat de rode jas van de Yeomanry droeg. De protestantse bijdrage aan de United Irishmen was echter niet helemaal voorbij, omdat diverse leiders van de opstand van 1803 van anglicaanse of presbyteriaanse huize waren.
Desalniettemin leidde het aanwakkeren van religieuze verschillen ertoe dat de Ierse politiek tot de Young Ireland beweging van medio 19e eeuw steeds verder weg dreef van het idee van een verenigd Ierland en vooral gekenmerkt werd door sektarisme met Unionisten aan het hoofd van het bestuur in Dublin Castle. Na Robert Emmet’s opstand in 1803 en de Act of Union werden presbyterianen en andere niet-anglicaanse protestanten met lucratieve aanbestedingen afgekocht door de Britse elite en als gevolg hiervan werden ze steeds minder radicaal en nationalistisch.

## Gruweldaden

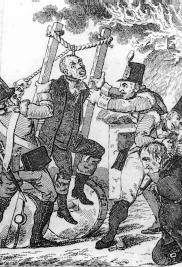
Executie van vermeende United Irishmen door Britse regeringstroepen.

Het intieme karakter van het conflict zorgde ervoor dat de opstand soms de ergste vormen van een burgeroorlog aannam, met name in Leinster. Het sektarische geweld werd daar aangewakkerd door de nog steeds geldende Penal Laws. Geruchten over geplande moordpartijen door beide kanten waren gemeengoed in de dagen voor het uitbreken van de opstand en leidden tot een angstcultuur.

### Regering
De nasleep van elke Britse overwinning tijdens de opstand werd gekenmerkt door het executeren van de gevangengenomen en gewonde rebellen, waarvan enkele keren op grote schaal zoals in Carlow, New Ross, Ballinamuck en Killala. De Britten waren verantwoordelijk voor zeer gruwelijke slachtingen in Gibbet Rath, New Ross en Enniscorthy, waar rebellen in de laatste twee gevallen levend verbrand werden. De rebellen die tijdens de gevechten gevangen werden genomen werden niet gezien als krijgsgevangenen, maar als verraders en doorgaans opgehangen. Een paar dagen na het uitbreken van de opstand executeerden lokale loyalisten vermeende, gedetineerde rebellen in Dunlavin en Carnew.
Verder werden er ook burgers vermoord door het leger, wat vaak gepaard ging met verkrachtingen. Veel individuele gevallen van moord werden voor, tijdens en na de opstand onofficieel uitgevoerd door lokale milities, omdat hun kennis van de inwoners ertoe leidde dat zij mensen van wie zij dachten dat het rebellen waren, vermoordden.
Volgens historicus Guy Beiner kregen de presbyteriaanse rebellen in Ulster meer executies te verwerken dan in andere gebieden van de opstand van 1798. De wreedheid waarmee de opstand werd neergeslagen in Antrim en Down werd nog lange tijd herinnerd binnen lokale volkstradities.

### Rebellen
Alleen in County Wexford werden gruweldaden verricht door de rebellen. Slachtpartijen onder loyalistische gevangenen vonden plaats in het kamp bij Vinegar Hill en op de Wexford brug. Na de nederlaag van de rebellen bij New Ross werden tussen de 80 en 200 protestantse mannen, vrouwen en kinderen opgesloten in een schuur in Scullabogue en verbrand. In Wexford werden op 20 juni 70 loyalistische gevangenen naar de brug geleid en doodgestoken.

## Nalatenschap

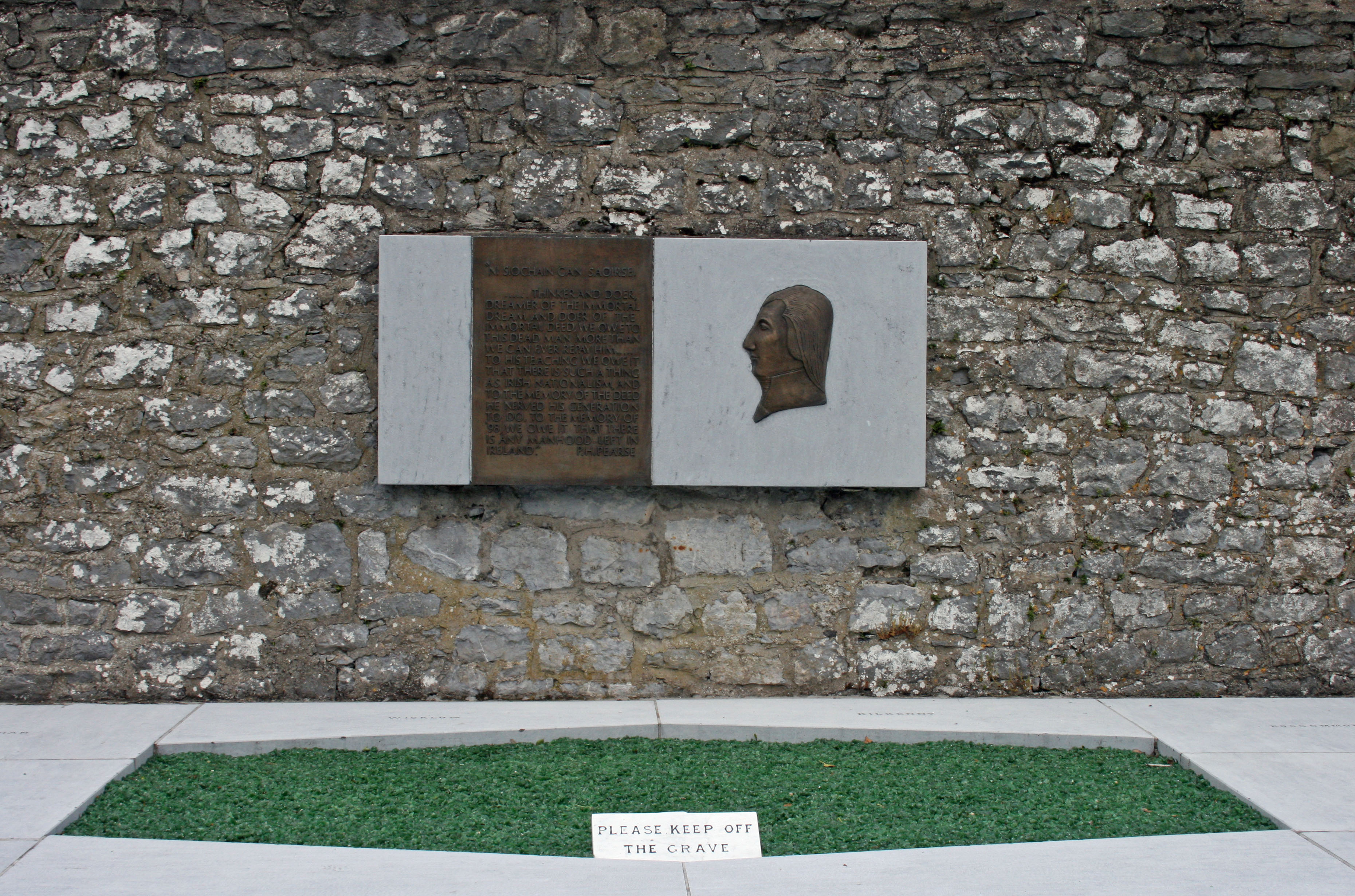
Graf van Wolfe Tone in Bodenstown, County Kildare

Het aantal doden wordt geschat tussen de 20.000 en 50.000 mensen, waaronder 2.000 militairen en 1.000 loyalistische burgers. Modern onderzoek wijst er echter op dat dit wel erg hoge aantallen zijn. De lijst van omgekomen Britse soldaten, opgesteld om de nabestaanden te kunnen ondersteunen, bevat slechts 530 namen. Verder trekt professor Louis Cullen op basis van de bevolkingsafname in Wexford tussen 1798 en 1820 dat er 6.000 doden zijn gevallen tijdens de opstand. Historicus Thomas Bartlett meent op basis hiervan dat “een dodental van 10.000 voor het hele eiland redelijk is.” Andere moderne historici vinden echter dat het dodental veel hoger ligt dan modern onderzoek uitwijst, omdat veel doden niet gemeld zijn uit angst voor wraakacties jegens de nabestaanden van omgekomen rebellen.
Tijdens de 100-jarige herdenking van de opstand in 1898 claimden zowel conservatieve Ierse nationalisten als de Katholieke Kerk dat de United Irishmen hadden gevochten voor “Geloof en Vaderland”, en deze versie van de gebeurtenissen kleurt nog steeds de nagedachtenis aan de opstand. Tijdens de 200-jarige herdenking in 1998 werden de niet-sektarische en democratische idealen van de opstand benadrukt in de officiële herdenkingen, wat voortkwam uit de wens voor vrede in de tijd van het Goede Vrijdagakkoord, dat een einde moest maken aan de ‘Troubles’ in Noord-Ierland.
Het populaire Ierse lied The Rising of the Moon beschrijft de nederlaag van de United Irishmen. Sinds dat het in de jaren 1860 geschreven was is het vele malen opgevoerd, waaronder door The Dubliners.